# Rivière Inconnue
La rivière Inconnue (anglais : Unknown River) est un affluent en rive droite du fleuve Churchill. La rivière, d'une longueur d'environ 60 km, est située au centre-est de la péninsule du Québec-Labrador, au Labrador dans la province canadienne de Terre-Neuve-et-Labrador.

## Toponymie
La rivière tire son nom de l'anglais Unknown River du fait qu'elle est demeurée longtemps inexplorée contrairement à la rivière Hamilton et ses grandes chutes (anglais : Grand Falls) devenues chutes Churchill (anglais : Churchill Falls).
En 1925, l'explorateur Varick Frissell estima que le nom Unknown River « n'était plus approprié ». Il a envisagé de l'appeler Winikapau Shibu (rivière des Saules), mais a finalement choisi le nom de Grenfell River. Ce nom n'a pas mieux résisté que les chutes Grenfell (chutes jumelles inférieures) nommées en 1921 par l'explorateur J. G. Thomas, et la rivière a continué à s'appeler Unknown River.

## Description
La rivière Inconnue constitue originellement la partie aval de la rivière Atikonak.
La rivière était l'émissaire du lac Ossokmanuan (53° 26′ 50″ N, 64° 46′ 12″ O), un ancien lac d'origine glaciaire.
Avant la création du réservoir Ossokmanuan  par la construction de la centrale hydroélectrique de Twin Falls, le lac Ossokmanuan recevait les eaux de la rivière Atikonak venue du sud, de la rivière Croche venue du sud-ouest et du lac Gabbro au nord-ouest avec la rivière McKay drainant les lacs McKay et Colville (alimenté par la rivière Colville).
Le lac Ossokmanuan était drainé par la rivière Inconnue au nord-est (53° 26′ 52″ N, 64° 46′ 16″ O). La rivière Inconnue faisait une large boucle pour contourner une zone de reliefs (53° 26′ 43″ N, 64° 47′ 49″ O) et capter l'abondante rivière Julian drainant de nombreux lacs significatifs et prenant sa source au sud-est (52° 54′ 10″ N, 64° 04′ 28″ O).
Un autre affluent rejoint la rivière Inconnue au niveau de l'ancien lac Baikie (53° 16′ 31″ N, 64° 18′ 18″ O).
Après quelques rapides modestes, la rivière Inconnue forme à Twin Falls les chutes jumelles supérieures également appelées chutes Scott (anglais : Scott Falls). En aval se trouvent les chutes jumelles inférieures également appelées chutes Thomas (anglais : Thomas Falls).
Des bouleversements dans l'histoire géologique ont modifié le cours de la rivière Inconnue, qui coulait autrefois dans le canyon du ruisseau Bonnell (anglais : Bonnell Creek) par une chute d'environ 30 mètres de haut. Le cours d'eau a été détourné en amont vers un nouveau canyon débutant aux chutes Scott et coulant parallèlement à l'ancien canyon à un peu plus d'1 km de distance. Le canyon sec long de 3,3 km est le plus profond, le canyon actif long de 3,9 km est un peu moins profond. La rivière Inconnue rejoint le canyon sec par les chutes Thomas (53° 31′ 13″ N, 64° 29′ 20″ O) en deux branches, la chute droite face à la rivière Raft (anglais : Raft River) et la chute gauche au nord parallèle à environ 200 mètres de distance.
Après un parcours similaire au fleuve Churchill en aval de chutes majeures, la rivière Inconnue s'enfonce à travers de longues gorges captant des gorges latérales dont une importante mais quasiment sèche (53° 29′ 35″ N, 64° 21′ 32″ O).
La rivière Inconnue rejoint le fleuve Churchill aux rapides du Désastre (anglais : Disaster Rapids) (53° 31′ 21″ N, 64° 10′ 17″ O), leurs gorges constituant les deux branches des fourches du fleuve, la branche nord-ouest étant le fleuve Churchill (rivière Hamilton avant 1965) et la branche sud-ouest la rivière Inconnue.

## Aménagements
Le lac Ossokmanuan a englobé le lac Gabbro au nord-ouest dans le nouveau réservoir Ossokmanuan dans le cadre de la construction de la centrale de Twin Falls entre 1960 et 1963.
Au nord fut construite la structure de contrôle des eaux de Gabbro (53° 45′ 33″ N, 65° 21′ 45″ O) servant de support à la route d'Esker reliant une station d'entretien de voie sur le chemin de fer de la Côte-Nord et du Labrador (53° 52′ 27″ N, 66° 25′ 18″ O) à la centrale de Twin Falls.
La structure de contrôle des eaux de Gabbro permettait de déverser l'excédent d'eau du réservoir Ossokmanuan, situé à 475 mètres d'altitude, au nord vers le lac Sandgirt et la rivière Hamilton via les lacs Lobstick, Flour et Jacopie.
Le réservoir Ossokmanuan alimentait à l'origine la centrale hydroélectrique de Twin Falls (53° 29′ 47″ N, 64° 31′ 01″ O) avant la construction de la centrale de Churchill Falls.
La centrale hydroélectrique Twin Falls a été construite entre 1960 et 1963. Cette installation, d'une capacité de 225 MW, a fourni l'énergie nécessaire aux industries de l'extraction du fer dans l'ouest du Labrador.
Le barrage de Twin Falls, construit en amont des chutes Scott, a asséché le lit de la rivière Inconnue (53° 29′ 51″ N, 64° 32′ 25″ O). Le barrage a créé le lac de barrage Baikie à une altitude d'environ 445 mètres en inondant la vallée et des petits rapides en amont sur une longueur de près de 10 km du sud-ouest au nord-est pour une largeur maximale de 4,6 km.
La puissance de Twin Falls était essentielle au développement de la centrale de Churchill Falls. L'ouvrage a aidé à aménager la zone et a fourni l'énergie nécessaire pendant la phase de construction du projet. Cependant, dans la planification, il est devenu évident qu'une plus grande efficacité dans la production d'électricité pourrait être obtenue en détournant le flux d'eau du réservoir Ossokmanuan vers le réservoir Smallwood. L'utilisation de cette eau à la centrale de Churchill Falls a permis de produire environ trois fois plus d'électricité à partir du même volume d'eau. En juillet 1974, l'usine de Twin Falls a été fermée et l'eau détournée dans le réservoir Smallwood.
La structure de contrôle des eaux de Gabbro est utilisée depuis 1974 pour transférer l'eau du réservoir Ossokmanuan vers le réservoir Smallwood situé à 466 mètres d'altitude. Si l'afflux d'eau devient trop important, la structure de contrôle des eaux de Gabbro doit être fermée et le niveau du réservoir Ossokmanuan est alors contrôlé en déversant les eaux directement dans la rivière Inconnue par la structure de contrôle des eaux d'Ossokmanuan (53° 26′ 43″ N, 64° 45′ 54″ O).
Les eaux du réservoir Smallwood alimentent le fleuve Churchill qui rejoint le lac Melville puis l'océan Atlantique.

## Hydrologie
Le débit et le bassin versant de la rivière Inconnue après le détournement des eaux vers le réservoir Smallwood en 1974 ne sont pas documentés.
La rivière Inconnue était à la construction de la centrale de Twin Falls un puissant cours d'eau, seulement surpassé par la rivière Hamilton (devenue le fleuve Churchill en 1965) en termes de débit et de bassin versant au Labrador. La rivière affichait un débit moyen de 483 m3/s et drainait jusqu'en 1974 un bassin de 22 800 km² au niveau de la centrale de Twin Falls, comprenant une large partie sud-ouest du Labrador central incluant le bassin de la rivière Atikonak en amont du lac Ossokmanuan de 15 500 km², les autres affluents du lac Ossokmanuan (rivière Croche, rivière McKay...), et les affluents de la rivière Inconnue en aval du lac Ossokmanuan (rivière Julian...).
Avant 1974, le fleuve Churchill et la rivière Inconnue étaient les deux cours d'eau les plus puissants du Labrador, affichant des débits soutenus avec environ 800 m3/s par seconde pour le fleuve Churchill et 550 m3/s par seconde pour la rivière Inconnue en se basant sur les données des stations en amont (lac Flour pour le fleuve Churchill et centrale de Twin Falls pour la rivière Inconnue) et des affluents reçus en aval de ces stations.
En amont des lacs du plateau central du Labrador, la rivière Ashuanipi affiche un débit, une longueur et un bassin versant supérieurs à la rivière Atikonak, constituant de facto la branche mère du fleuve Churchill.
La rivière Inconnue (régulée après 1963 et la construction du réservoir Ossokmanuan) affichait en 1970 un débit de 350 m3/s en mars en hiver mais 1 560 m3/s en juin lors de la fonte des neiges. Les grands lacs Joseph, Aticonac et Ossokmanuan jouaient un rôle régulateur de la rivière Atikonak.
Le détournement des eaux vers le réservoir Smallwood et le fleuve Churchill avec la fermeture du niveau de la structure de contrôle d'Ossokmanuan a entraîné une chute du débit de la rivière Inconnue en aval du réservoir Ossokmanuan. La rivière Inconnue est de facto devenue la partie aval de la rivière Julian qui apporte désormais la majeure partie du débit, renforcée par la rivière Raft au niveau des chutes Thomas.
La fermeture de la centrale de Twin Falls en 1974 s'est accompagnée de la disparition du lac Baikie dont les traces subsistent sur des rives dépourvues d'arbres et dans le lit de la rivière transformé en tourbière (53° 27′ 26″ N, 64° 37′ 03″ O). La réouverture du déversoir de la centrale a permis la réapparition des chutes Scott gauche tandis que le canyon du ruisseau Bonnell est redevenu sec.
La rivière Inconnue est devenue un cours d'eau au débit modeste coulant dans un lit très large devenu marécageux en aval de la structure de contrôle des eaux d'Ossokmanuan (53° 26′ 43″ N, 64° 45′ 54″ O) ouverte uniquement cas de crue majeure, tandis que les gorges en aval portent encore les traces du puissant cours d'eau qui coulait autrefois. La situation est similaire sur le fleuve Churchill en aval du déversoir Jacopie (53° 39′ 01″ N, 64° 22′ 24″ O) et en aval dans le canyon Bowdoin nommé en 1891.

## Histoire

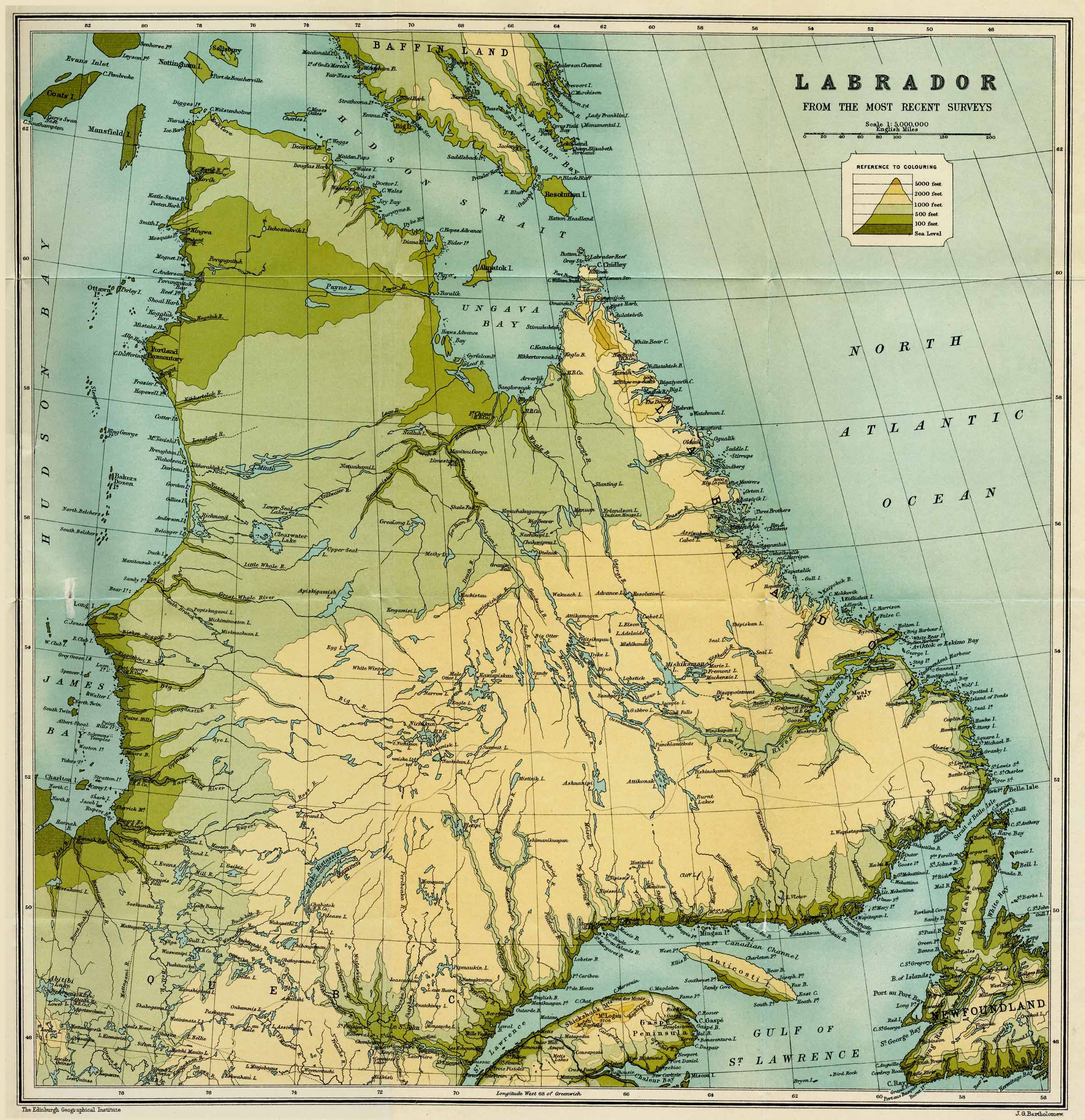
Carte de la péninsule du Labrador vers 1910 par John George Bartholomew avec la rivière Inconnue émissaire du lac Ossokmanuan vers la rivière Hamilton.

Ce secteur du Labrador est parcouru par les Innus depuis des milliers d'années.
Au XIXe siècle, la région des lacs Brûlé et Aticonac apparaît comme particulièrement importante pour la chasse au caribou des bois et permet de joindre d'autres bassins hydrographiques. Des sites archéologiques ont été découverts dans le secteur lors de recherches réalisées au tournant des années 1990 par le Conseil de la Nation Atikamekw et le Conseil tribal Mamuitun.
La carte du Labrador établie vers 1895 par John George Bartholomew à partir des derniers arpentages montre une connaissance avancée du centre de la péninsule, notamment des nombreux lacs du bassin supérieur du fleuve Churchill. Le lac Ossokmanuan est clairement montré s'écoulant dans la rivière Hamilton en aval des grandes chutes (anglais : Grand Falls) devenues chutes Churchill, par un cours d'eau correspondant à la rivière Inconnue. Les lacs Gabbro (relié au lac Ossokmanuan) et Sandgirt (relié au lac Lobstick) ne sont pas reliés entre eux.
Le premier étranger ayant enregistré une visite de la rivière Inconnue fut J.G. Thomas à l'été 1921, mais le fait qu'il ait été guidé par deux trappeurs de North West River suggère que la région était déjà familière aux trappeurs chassant sur le bassin supérieur de la rivière Hamilton en amont des grandes chutes. Ils remontèrent la rive droite de la rivière et tombèrent sur les chutes inférieures droites, auxquelles Thomas donna le nom de Twin Falls parce qu'un gros rocher divisait l'eau en deux cascades.
À l'été 1925, Varick Frissell a remonté la rivière Hamilton jusqu'aux grandes chutes. Il était accompagné d'un étudiant de l'université Yale, James Hellier, John et Robert Michelin de North West River, et d'un prospecteur canadien. Au-dessus des grandes chutes, le groupe a traversé la rive droite ou ouest de la rivière Hamilton et a marché en aval vers le canyon Bowdoin. Laissant les autres, Frissell et John Michelin voyageant vers le sud, traversèrent la peu profonde rivière Valley (anglais : Valley River) et atteignirent la rivière Inconnue à environ 8 km au-dessous des chutes inférieures. En remontant la rive nord de la rivière, ils aperçurent deux colonnes de brouillard et arrivèrent bientôt aux chutes inférieures gauches, dont Thomas avait soupçonné la présence en 1921. La menace de feux de forêt avançant a mis fin à l'exploration, empêchant Frissell de suivre la rivière Inconnue jusqu'à sa source. Lui et Michelin ont rejoint leurs compagnons près des grandes chutes et sont revenus sur la rivière Hamilton jusqu'à North West River.
Au cours de l'été 1928, Howard Taylor, un Américain, a envoyé un groupe de six personnes à la rivière Inconnue. Les autres membres étaient le Dr J. D. Kernan, Ralph et Philip Rogers, avec Wally Chambers et Philippe Colombe comme guide de canoë. Du fleuve Saint-Laurent, ils ont remonté les rivières Saint-Jean et Romaine en deux canoës, traversé la hauteur des terres et suivi la rivière Atikonak jusqu'au lac Ossokmanuan. Ils ont descendu la rivière Inconnue jusqu'au premier ensemble de cascades, que Philip Rogers a filmé, puis sont retournés au lac Ossokmanuan, ont continué jusqu'à la rivière Hamilton et les grandes chutes et sont descendus jusqu'à la côte du Labrador. Rogers Iater a comparé ses films avec les photographies de Frissell et ils ont convenu qu'ils avaient vu et photographié la même cascade. Comme ils s'étaient approchés de différentes directions, une en amont et une en bas, chacune photographiant les premières chutes rencontrées, il est clair que les deux croyaient à ce moment qu'il n'y avait qu'une seule série de chutes, alors qu'en fait, il y en a deux ,
Le journal d'exploration de H. G. Watkins and J. M. Scott en 1929 mentionne la rivière Atikonak (rivière Inconnue) comme étant la plus large des deux branches de la rivière Hamilton (l'autre étant la rivière Hamilton supérieure ou Ashuanipi) s'unissant au lac Sandgirt (mais les lacs Gabbro et Sandgirt n'étaient pas reliés en eux avant la construction de la structure de contrôle de Gabbro) en amont des grandes chutes.
Le secteur a appartenu au Québec avant d'être attribué au Labrador terre-neuvien en 1927, lorsque le Conseil privé de Londres trancha le débat sur la frontière Québec-Labrador en situant la fin de la côte du Labrador à la limite du bassin versant se déversant dans la mer du Labrador.